# Adranosita-(Fe)

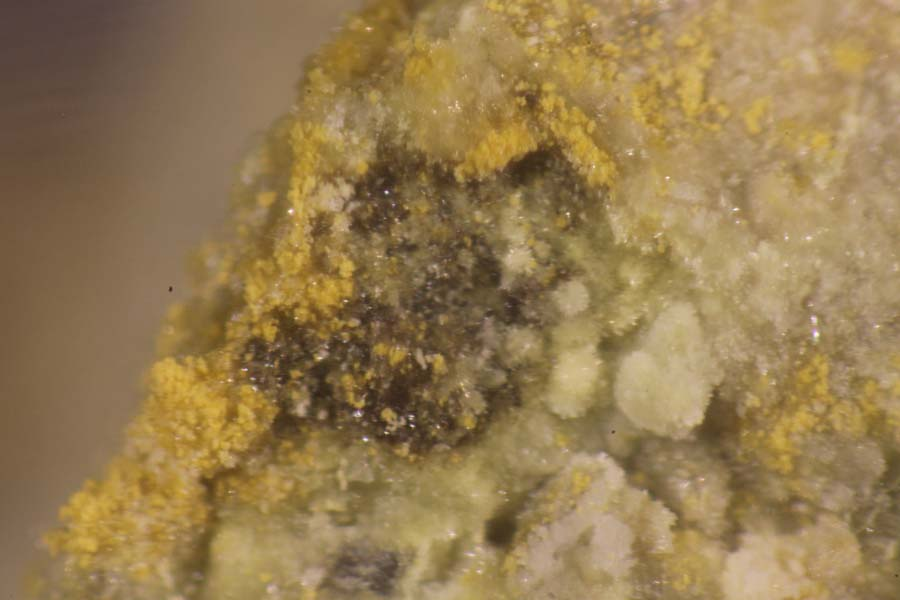
Adranosita

L'adranosita-(Fe) és un mineral de la classe dels sulfats que cristal·litza en el sistema tetragonal. La seva fórmula és: (NH₄)₄NaFe3+
2(SO₄)₄Cl(OH)₂.
El seu nom prové del déu grec Adranos, qui segons la llegenda visqué sota l'Etna abans de ser expulsat per Hephaestus.
Originalment es va descriure com una fase antropogènica que es formava en una escombrera de carbó, fins que es va trobar de manera natural en una fumarola és al cràter La Fossa, a Lipari, dins les Illes Eòlies (Sicília, Itàlia), la seva localitat tipus.